# إعادة التأهيل البصري
يندرج مصطلح إعادة التأهيل البصري (أو إعادة تأهيل الرؤية) تحت تصنيف إعادة التأهيل الطبي، ويهدف لتحسين الرؤية أو ضعف البصر. أو بمعنى آخر هي عملية استعادة القدرة الوظيفية، وتحسين نوعية الحياة، والاستقلال لدى الفرد الذي فقد الوظيفة البصرية بسبب مرض أو إصابة. تركز معظم خدمات إعادة التأهيل البصري على ضعف البصر، أي نقص المقدرة البصرية الذي لا يمكن تصحيحه بالكامل عن طريق النظارات العادية، أو العدسات اللاصقة، أو، الأدوية، أو الجراحة. يتعارض ضعف البصر مع القدرة على أداء الأنشطة اليومية. ينتج ضعف البصر عن عوامل تشمل تلف الدماغ وفقدان البصر وغيرها. تركز معظم تقنيات إعادة التأهيل البصري على الأساليب العصبية والفيزيائية.

## التعريف
تساعد إعادة التأهيل (تعني حرفيًا التمكين من جديد) المرضى على تحقيق الاستقلال الجسدي، والاجتماعي، والعاطفي، والروحي، ونوعية الحياة. لا تتخلص إعادة التأهيل أو تعكس سبب الأذية البصرية، بل تسعى إلى تعزيز الوظيفة والاستقلالية من خلال التكيف. يمكن للأفراد طلب إعادة التأهيل في مجالات مختلفة، كإعادة التأهيل الحركي بعد السكتة الدماغية، أو إعادة التأهيل الفيزيائي بعد حادث سيارة مثلًا. يمكن أن يكون ضعف البصر نتيجة للعديد من الأمراض.

## الدراسات والعلاجات السريرية

### الأساليب العصبية
يوجد العديد من العلاجات لإبطاء تدهور فقدان البصر أو تحسين الرؤية باستخدام الأساليب العصبية. وجدت الدراسات أنه يمكن استعادة ضعف البصر والحصول على رؤية جيدة. لا يمكن استعادة الرؤية الطبيعية في بعض الحالات، ولكن يمكن إيقاف تدهور الوظيفة البصرية التدريجي.

#### المعالجات الكيميائية
وُجدَت العلاجات الكيميائية لتقليل سرعة عملية فقدان الرؤية. يوجد أبحاث مختلفة الآن حول تطوير علاج وقائي عصبي من شأنه إبطاء وتيرة تقدم فقدان البصر. يبدو أن العلاجات الوقائية العصبية هي الأكثر شيوعًا بين جميع العلاجات الكيميائية، على الرغم من وجود أساليب عديدة أخرى.

#### العلاج الجيني
يستخدم العلاج الجيني الحمض النووي الريبي منقوص الأكسجين (دي إن أاي) كنظام توصيل لعلاج ضعف البصر. يُعدَّل الحمض النووي من خلال ناقل فيروسي، وبالنتيجة تتوقف الخلايا ذات الصلة بالرؤية عن ترجمة البروتينات المعيبة. يبدو أن العلاج الجيني هو المجال الأبرز الذي قد يكون قادرًا على استعادة الرؤية من خلال العلاج. ولكن تشير الأبحاث إلى أن العلاج الجيني قد يؤدي إلى تفاقم الأعراض، أو قد يتسبب في استمرارها لفترة أطول، أو قد يؤدي إلى مزيد من المضاعفات.

### الأساليب الفيزيائية
تركّز الأساليب الفيزيائية لإعادة التأهيل البصري على التعامل بشكل أفضل وأسهل مع البيئة المحيطة لمن يعانون من ضعف البصر. يُعتبَر العلاج الوظيفي خيار مقترح لمساعدة هؤلاء المرضى. توجد أيضًا أجهزة تساعد المرضى على تحقيق مستويات معيشية أعلى، وتشمل: مكبرات الفيديو، والنظارات الموشورية المحيطية، والتنبيه باستخدام تيار مباشر عبر القحف، والدائرة التلفزيونية، وأجهزة تحديد الهوية بموجات الراديو، والشارات الإلكترونية مع أنظمة تنبيه عند الطوارئ، وأنظمة الصوت الافتراضية، والكراسي المتحركة الذكية.

#### التدريب على الحركة
يعمل التدريب الحركي على تحسين قدرة المرضى الذين يعانون من إعاقة بصرية على العيش بشكل مستقل، من خلال تدريب المرضى على أن يصبحوا أكثر قدرة على الحركة. يوجد العديد من أساليب التدريب، والأجهزة المتاحة للمرضى ضعاف البصر كنظام الواقع الافتراضي الصوتي ثلاثي الأبعاد، وأجهزة بريل (القَافَة) الناطقة، وأسطح تحديد الهوية بموجات الراديو (الرقاقات الراديوية اللاسلكية).
يحول نظام الواقع الافتراضي الصوتي ثلاثي الأبعاد الأصوات إلى مواقع ويرسم خرائط للبيئة. ينبه هذا النظام المرضى لتجنب الأخطار المحتملة. تساعد أجهزة بريل الناطقة المرضى ضعاف البصر على قراءة كتابة بريل من خلال الكشف عن الضوء، ونقل المعلومات من خلال تقنية البلوتوث. أسطح تحديد الهوية بموجات الراديو هي أنظمة ملاحة تشبه نظام تحديد المواقع العالمي (جي بي إس)، تساعد المرضى على اكتشاف التصميمات الداخلية للمباني، ما يسمح لهم بالالتفاف حول الأشياء التي تعترضهم أثناء سيرهم.

#### التدريب على المهارات المنزلية
يسمح التدريب على المهارات المنزلية للمرضى بتحسين مهارات الاتصال، والرعاية الذاتية، والمهارات المعرفية، ومهارات التواصل الاجتماعي، والتدريب المهني، والاختبار النفسي، والتعليم. تشير إحدى الدراسات إلى أن أساليب العلاج التي تتضمن تدخّل عدّة أطراف، أو تدعى المجموعة متعددة المكونات مفيدة بشكل خاص لكبار السن الذين يعانون من ضعف الرؤية. تتضمن المجموعة متعددة المكونات تعلم معارف أو مهارات جديدة كل أسبوع، وعقد جلسات متعددة للسماح للمشاركين بتطبيق المعرفة أو المهارات المكتسبة في بيئتهم المعيشية، وبناء علاقات مع مقدمي الرعاية الصحية. العامل الأكثر أهمية في هذه الطريقة هو الدعم من الأسرة، الذي يتضمن المساعدة في تغييرات نمط الحياة، والشؤون المالية، والتخطيط المستقبلي.

#### العلاج الوظيفي
يقيّم أخصائيو العلاج الوظيفي مدى تأثير ضعف الرؤية على الوظائف اليومية. ويساعدون المريض في تعزيز الاستقلال في الأنشطة اليومية من خلال التقييمات والتعديلات المنزلية، والتدريب على حل المشكلات، وبرامج التمارين المنزلية، وإيجاد استراتيجيات تعويضية. على سبيل المثال يمكن للمعالج المهني أن يقترح إضافة الإضاءة وتعديل التباين في الغرفة لتحسين الرؤية.